# Sexta Avenida
A Sexta Avenida (originalmente chamada de Sixth Avenue e oficialmente conhecida como Avenue of the Americas) é uma importante via norte-sul em Manhattan, na cidade de Nova York.
A Sexta Avenida começa quatro quarteirões antes da Canal Street, na Franklin Street em TriBeCa, onde a Church Street norte se divide na Sexta Avenida para a esquerda e a continuação local da Church Street para a direita, que então termina em Canal Street. Deste o início, a Sexta Avenida atravessa SoHo e Greenwich Village, e o centro de Manhattan.